# Завала (округ)
Округ Завала (англ. Zavala county) — округ штата Техас Соединённых Штатов Америки. На 2000 год в нем проживало 11 600 человек. По оценке бюро переписи населения США в 2009 году население округа составляло 11 585 человек. Окружным центром является город Кристал-Сити.

## История
Округ Завала был сформирован в 1846 году. Он был назван в честь реки Лоренсо де Савала, исполнителя техасской декларации о независимости и 1-го вице-президента Республики Техас.

## География
По данным бюро переписи населения США площадь округа Завала составляет 3371 км², из которых 3363 км² — суша, а 8 км² — водная поверхность (0,25 %).

### Основные шоссе
- Шоссе 57
- Шоссе 83

### Соседние округа
- Ювалде  (север)
- Фрио  (восток)
- Диммит  (юг)
- Маверик  (запад)